# Barry Gibb
Ngài Barry Alan Crompton Gibb, CBE (sinh 1 tháng 9 năm 1946), là một ca sĩ, nhạc sĩ, người viết nhạc và nhà sản xuất người Anh. Ông là thành viên sáng lập (cùng với các em mình Robin và Maurice) của ban nhạc Bee Gees, một trong các ban nhạc thành công về tài chính và được đánh giá cao nhất trong lịch sử. Barry là người nổi tiếng nhất với chất giọng nam cao falsetto đặc trưng với các ca khúc nổi tiếng cùng ban nhạc, như How Deep Is Your Love, If I Can't Have You, hay Tragedy,...
Kỷ lục thế giới Guinness ghi nhận Barry Gibb là người viết nhạc thành công thứ nhì trong lịch sử, chỉ sau Paul McCartney.

## Đĩa đơn
- 1969: "I'll Kiss Your Memory"
- 1970: "One Bad Thing"
- 1978: "A Day in the Life"
- 1981: "Guilty
- 1981: "What Kind of Fool"
- 1984: "Face To Face"
- 1984: "Shine, Shine"
- 1984: "Fine Line"
- 1988: "Childhood Days"
- 2006: "Dr. Mann"
- 2006: "Underworld"
- 2007: "Drown on the River"[2]
- 2011: "All in Your Name" (hợp tác với Michael Jackson)[3]
- 2011: "Daddies Little Girl""
- 2011: "Grey Ghost"